# 3 avril dans les chemins de fer
3 mars 3 mai
Chronologies thématiques
- Croisades
- Sports
- Disney

Cette page concerne les événements qui se sont déroulés un 3 avril dans les chemins de fer.

## Événements

### XIXesiècle
- 1932 : en France, ouverture de la ligne Saint-Étienne - Lyon entre Givors et Lyon, deuxième section de la Ligne de Saint-Étienne à Lyon.

### XXesiècle
- 1972 : en France, fermeture, par la SNCF, du tronçon Eu - Envermeu sur la ligne Eu - Dieppe; une partie de cette section est réutilisée par l'embranchement EDF de la centrale nucléaire de Penly.

### XXIesiècle
- 2001 : l'Union européenne donne le feu vert pour l'acquisition par Bombardier du groupe Adtranz. Grâce à cette opération, le Canadien Bombardier devient le premier constructeur ferroviaire mondial.

- 2007 : en France, la rame de TGV V150 atteint la vitesse de 574,8 km/h sur la LGV Est, devenant ainsi le nouveau record du monde de vitesse sur rail.